# Веркайк, Петра
Пе́тра Шарло́тта Верка́йк (англ. Petra Charlotte Verkaik; 4 ноября 1966, Лос-Анджелес, Калифорния, США) — американская фотомодель, актриса

 и телепродюсер.

## Биография
Петра Шарлотта Веркайк родилась 4 ноября 1966 года в Лос-Анджелесе (штат Калифорния, США) в нидерландской семье. Она посещала актёрские курсы до того, как стать моделью.
В декабре 1989 года Петра стала Playmate месяца мужского журнала «Playboy». Она впервые появилась в журнале за десять месяцев до этого. Веркайк начала свою собственную производственную компанию в 1995 году под названием «Pin-Up Girls», что сделало её первой моделью «Playboy», начавшей свою собственную производственную компанию вместо того, чтобы производить видео строго через «Playboy». В 1997 году она была названа моделью года «Playboy».
В 1990—2000 годы Петра снялась в 8-ми фильмах и телесериалах, а также выступала в качестве телепродюсера. На сегодняшний день, Веркайк прекратила свою карьеру в любом качестве.
По состоянию на январь 2008 года, Петра проживает в пригороде Лос-Анджелеса — небольшом городке Толука Лейк.

## Фильмография
| Год  |   | Русское название                      | Оригинальное название               | Роль                 |
| ---- | - | ------------------------------------- | ----------------------------------- | -------------------- |
| 1990 | ф | Рэйнбоу Драйв                         | Rainbow Drive                       |                      |
| 1991 | ф | Пираты                                | Pyrates                             | Басиа                |
| 1992 | ф | Мясные пироги тётушки Ли              | Auntie Lee's Meat Pies              | детка                |
| 1992 | ф | Любовный напиток № 9                  | Love Potion No. 9                   | девушка на арт-пати  |
| 1995 | с |                                       | Talking Blue                        |                      |
| 1996 | с | Женаты… с детьми                      | Married… with Children              | модель № 1           |
| 1997 | ф | Последний путь                        | The Last Road                       | Эйнджел              |
| 2000 | ф | Гражданин Токси: Токсичный мститель 4 | Citizen Toxie: The Toxic Avenger IV | гламурная американка |